# Villers-sur-Mer
Villers-sur-Mer é uma comuna francesa na região administrativa da Normandia, no departamento Calvados. Estende-se por uma área de 8,97 km². Em 2010 a comuna tinha 2 652 habitantes (densidade: 295,7 hab./km²).